# 外資に関する法律
外資に関する法律（がいしにかんするほうりつ、昭和25年5月10日法律第163号）は、外資導入・海外送金に関する方針、手続等に関する日本の法律である。通称・略称は外資法。
1950年5月10日に公布された。
昭和25年法律第163号。日本経済の自立とその健全な発展および国際収支の改善に寄与する外国資本に限りその投下を認め、外国資本の投下に伴つて生ずる送金を確保し、かつ、これらの外国資本を保護する適切な措置を講じ、もって日本に対する外国資本の投下のための健全な基礎を作ることを目的とする法律であった。1980年の「外国為替及び外国貿易管理法」の改正に伴って廃止された。

## 外資審議会
この法律に基づき、大蔵省の付属機関として「外資審議会」が設置されたが、1980年に廃止された。